# Igor Ilinski
« Ilinski » redirige ici. Pour les autres significations, voir Ilinski (homonymie).
Igor Vladimirovitch Ilinski (en russe : И́горь Влади́мирович Ильи́нский), né le 11 juillet 1901 (24 juillet dans le calendrier grégorien) à Perm et décédé le 13 janvier 1987 à Moscou, est un acteur au théâtre et au cinéma, également metteur en scène. Artiste du peuple de l'URSS en 1949. Membre du Parti communiste depuis 1960.

## Biographie

### Ses débuts

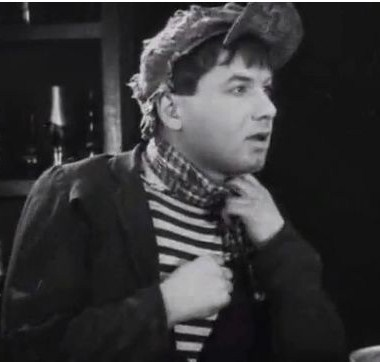
Igor Ilinski en 1926.

À 16 ans, Igor Ilinski entre au,théâtre-atelier Komissarjevskaïa et, après un an et demi, il débute sur scène. Son premier rôle est celui du vieillard dans Lysistrata d'Aristophane. En 1920, il rejoint le théâtre Vsevolod Meyerhold où il restera plus de dix ans. Son style correspondant aux principes de Meyerhold, il est rapidement devenu l'acteur vedette de ce théâtre.

### Le cinéma muet
Au milieu des années 1920, Ilinski fait ses débuts au cinéma où il joue des rôles comiques. En 1924, Yakov Protazanov lui donne un rôle dans son célèbre film futuriste Aelita, suivi d'un autre, en 1925, dans la comédie Le Tailleur de Torjok (Zakroïchtchik iz Torjka). En 1926, il apparaît encore dans trois films.

### Les années 1930 à 1950
En 1938, il rejoint la troupe du théâtre Maly qui a toujours été sa préférée, et ce depuis ses années scolaires. Il y restera près de cinquante ans et y mettra en scène plusieurs pièces. Ilinski écrira plus tard que c'est la littérature classique russe qui l'a aidé à surmonter la crise et le sentiment d'être incapable de créer des personnages nouveaux et différents des précédents.
En 1938, Ilinski joue le personnage de Byvalov dans la comédie Volga Volga de Grigori Alexandrov et reçoit en 1941 le prix Staline pour cette interprétation. Cependant, après ce film, Ilinski ne tourne presque plus. Cependant, au milieu années 1950, il obtient à nouveau un rôle dans la comédie légère, Un jour fou.

### Les années ultérieures
Au théâtre Maly, Ilinski change de registre et joue des personnages tragiques, en particulier ceux de Fiodor Dostoïevski et de Léon Tolstoï. À la fin des années 1960, Ilinski s'oriente vers la mise en scène. Sa première mise en scène est la version scénique du roman Madame Bovary de Gustave Flaubert. La fin de sa carrière est marquée par son interprétation dans En tournant dans un cercle de Tolstoï et le vieux Firs dans La Cerisaie d'Anton Tchekhov. Igor Ilinski , presque aveugle, a ensuite beaucoup joué à la radio.
Igor Ilinski meurt en 1987 et est enterré au cimetière de Novodevitchi. Sa veuve, l'actrice Tatiana Ieremeïeva, meurt le 29 novembre 2012 à l'âge de 99 ans.

## Filmographie sélective
- 1924 : Aelita : Kravtsov
- 1924 : Papirosnitsa ot Mosselproma (en) : Nikodim Mitiouchine, le libraire
- 1925 : Le Tailleur de Torjok : Petia Petelkine
- 1926 : Miss Mend : Tom Hopkins, clerc
- 1926 : Le Procès des trois millions : Tapioka
- 1927 : Le Baiser de Mary Pickford : Goga
- 1930 : La Fête de saint Jorgen de Yakov Protazanov : Franz Schulz
- 1938 : Volga Volga : Byvalov
- 1956 : La Nuit de carnaval (Карнавальная ночь, Karnavalnaïa notch) d'Eldar Riazanov : Serafim Ivanovitch Ogourtsov
- 1962 : La Ballade des Hussards : le maréchal Koutouzov
- 1969 : Un vieil ami (ru) coréalisé avec Arkadi Nikolaïevitch Koltsaty (ru)
- 1971 : Ces visages différents, différents, différents... (ru) coréalisé avec Iouri Sourenovitch Saakov (ru)
- 1976 : C'est la maison que Jack a construite , (court métrage) : le narrateur

## Récompenses et honneurs

### Récompenses
- 1939 : ordre du Drapeau rouge du Travail
- 1941 : prix Staline pour le film Volga, Volga
- 1942 : prix Staline pour le rôle dans le spectacle Dans les steppes d'Ukraine
- 1951 : prix Staline pour le rôle dans le spectacle L'Inoubliable 1919
- 1945 : artiste du Peuple de la RSFSR
- 1949 : artiste du peuple de l'URSS
- 1949 : ordre du Drapeau rouge du Travail
- 1961 : ordre du Drapeau rouge du Travail
- 1967 : ordre de Lénine
- 1971 : ordre de Lénine
- 1974 : héros du travail socialiste
- 1974 : ordre de Lénine
- 1980 : prix Lénine
- 1981 : ordre de l'Amitié des peuples
- 1986 : ordre de la révolution d'Octobre

### Honneurs
- Une planète mineure, (3622) Ilinsky, découverte par l'astronome soviétique Lioudmila Jouravliova en 1981, a reçu son nom.